# 섀도 복사본
섀도 복사본(shadow copy), 볼륨 스냅샷 서비스(Volume Snapshot Service)는 윈도우 XP 서비스팩 1, 윈도우 서버 2003, 윈도우 비스타, 윈도우 서버 2008, 윈도우 7에 내장된 기능으로, 특정한 시각의 파일, 폴더 또는 특정한 볼륨의 수동 또는 자동 복사본이나 스냅샷을 저장해둔 것을 말한다. 윈도우 2000 제품군의 서비스팩 3 이상은 클라이언트 기능만 지원되고, 윈도우 XP 서비스팩 1과 윈도우 XP 서비스팩 2는 비활성화되어 있다. 윈도우 2000과 윈도우 XP는 파일을 백업하기 위해 NT백업과 "볼륨 섀도 복사본" 서비스에 쓰인다. 윈도우 비스타에서는 마이크로소프트 윈도우의 백업 유틸리티인 시스템 복원과 이전 버전의 기능에 쓰인다.

## 개요
스냅샷에서는 두 가지 주된 목적이 있다.
- 첫째로는 일정한 볼륨 백업본을 만들어서 백업을 하는 동안 내용이 바뀌지 않도록 보증하는 것이다.
- 나머지 하나는 파일 잠금의 문제를 피하는 것이다.

읽기 전용인 볼륨 복사본을 만들면서, 백업 프로그램은 다른 프로그램이 같은 파일에 쓰기를 하는 간섭 과정 없이 모든 파일에 접근할 수 있다.
윈도우 XP 프로페셔널, MCE, 윈도우 서버 2003 이후의 운영 체제에 포함된 마이크로소프트의 NT백업 유틸리티는 이러한 메커니즘을 이용한다. 또한 사용자는 스냅샷에 존재했던 파일에 접근할 수 있으므로 이전 버전의 파일을 탐색하거나 실수로 지워진 파일을 복구할 수 있다.
최종 결과는 저장된 스냅샷의 어떠한 파일이든 검색할 수 있다는 면에서 버전 파일 시스템과 비슷하다. 그러나 진정한 버전 파일 시스템과는 달리 사용자는 개개의 파일의 새로운 복사본을 만들 수는 없다. (완전한 볼륨만 만들 수 있다) 파일 소유자가 버전 파일 시스템의 새로운 버전을 만들 수 있을 경우, 오직 시스템 관리자나 백업 운영자만이 새로운 스냅샷을 만들 수 있다는 부작용이 있다. (개개의 파일이 아닌 완전한 볼륨의 제어를 요구하기 때문이다.) 또, VMS와 같은 수많은 버전 파일 시스템은 변경할 때마다 파일 버전을 저장하는 반면, 윈도우 비스타와 같은 스냅샷 접근을 사용하는 시스템은 주기적으로 상태를 저장한다.

## 역사
스냅샷 기능은 윈도우 XP에 처음 추가되었다. 이 버전은 영속적이지 않은 스냅샷만 만들어 낼 수 있다. (일시적인 스냅샷으로, 보통은 백업본이나 더 일반적으로 접근하는 '응용 프로그램이 편집을 위해 잠가 둔' 파일의 복사본을 만드는 데 쓰인다) 영속적인 스냅샷을 만드는 것은 윈도우 서버 2003에 추가되었으며 최대 512 개의 스냅샷이 같은 볼륨에 동시에 존재하며 여기서 최대 64 개의 스냅샷이 공유 폴더 기능의 섀도 복사본에 쓰일 수 있다. 공유 폴더 기능의 섀도 복사본은 시간이 지남에 따라 변경되는 차이점이나 파일을 자동으로 만들어 낸다. 그러나 이 기능은 서버의 스냅샷이 네트워크를 통해 원격으로 접근할 수 있는 클라이언트 서버 모델을 위해 고안되었다. 32비트 윈도우 플랫폼을 위한 이 소프트웨어의 복사본은 서버에서 사용할 수 있다. 이 클라이언트 소프트웨어는 윈도우 XP 서비스팩 2에서 기본으로 포함되어 있다.

## 윈도우 비스타의 섀도 복사본
윈도우 비스타에서 재기록 백업 유틸리티는 또한 섀도 복사본을 사용하여 수동으로 파일을 백업한다. 또한, 공유 폴더 기능의 섀도 복사본이 "이전 버전"으로 불리며, 독립 컴퓨터 위의 파일에 사용된다. 증식 스냅샷을 사용하여 로컬 볼륨에 있는 파일의 백업 복사본을 저장하며 나중에 복원할 수도 있다. 백업 복사본은 시간이 지남에 따라 자동으로 만들어지며 백업 유틸리티를 사용할 때 수동으로 직접 만들 수도 있다. "이전 버전" 기능은 비즈니스, 엔터프라이즈, 얼티밋 에디션에서 이용할 수 있다. 홈 에디션의 경우 볼륨 스냅샷 서비스가 포함되어 실행 중이더라도 "이전 버전"의 기능을 지원하지 않는다. 그러나 서드 파티 도구를 사용하면 손상되거나 변경된 파일을 복원할 수 있다.
윈도우 비스타의 시스템 복원은 이제 섀도 복사본을 기반으로 하고 있다. 윈도우 비스타 이전 버전의 경우, 시스템 복원은 특정한 파일 확장자의 모임의 변경 사항을 감시하던 파일 기반의 필터에 기반을 두고 있었다.

### NTFS 상위 호환
다른 버전의 NTFS들이 상위 호환성과 하위 호환성을 어느 정도 가지고 있지만, 새로운 NTFS 볼륨을 오래된 버전의 윈도우에서 마운트하려면 기술적인으로 고려해야 할 사항이 있다. 듀얼 부팅과 외장형 휴대용 하드 드라이브에 영향을 미치기 때문이다.
이를테면, 옛 운영 체제가 새로운 기능의 데이터를 지속적으로 업데이트하는 방법을 알지 못할 경우 "이전 버전"(섀도 복사본)은 손상된다.

## 명령 줄 인터페이스
윈도우는 현재이 볼륨 섀도 복사본 백업과 설치된 모든 섀도 복사본 기록자, 공급자들을 처리할 수 있는 명령어인 vssadmin를 포함하고 있다.

### 예
다음의 명령어는 설치된 모든 볼륨 섀도 복사본 제공자를 보여 준다.:
```
vssadmin list providers
```

다음의 명령어는 볼륨 C:에 해당하는 새로운 볼륨 섀도 복사본을 만들어 낸다.:
```
vssadmin create shadow /for=c:
```

## 같이 보기
- 파일 잠금
- 타임 머신 (소프트웨어)